# Fed Cup de 2019
A Fed Cup de 2019 foi a 57ª edição do mais importante torneio entre países do tênis feminino.
A partir deste ano, ficou liberada a escalação de até cinco jogadoras por equipe. Anteriormente, o máximo era de quatro. Outra mudança é o set final dos jogos, que deixa de ser longo, sendo substituído pelo tiebreak.

## Grupo Mundial
Oito equipes disputaram o título em três rodadas eliminatórias.
|  |                                            |                                   |                                   |                                  |   |                             |                             |                             |  |  |                          |                          |                          |
|  | Primeira fase 9 e 10 de fevereiro          | Primeira fase 9 e 10 de fevereiro | Primeira fase 9 e 10 de fevereiro |                                  |   | Semifinais 20 e 21 de abril | Semifinais 20 e 21 de abril | Semifinais 20 e 21 de abril |  |  | Final 9 e 10 de novembro | Final 9 e 10 de novembro | Final 9 e 10 de novembro |
|  | Primeira fase 9 e 10 de fevereiro          | Primeira fase 9 e 10 de fevereiro | Primeira fase 9 e 10 de fevereiro |                                  |   | Semifinais 20 e 21 de abril | Semifinais 20 e 21 de abril | Semifinais 20 e 21 de abril |  |  | Final 9 e 10 de novembro | Final 9 e 10 de novembro | Final 9 e 10 de novembro |
|  | Ostrava, Tchéquia – duro (coberto)         |                                   |                                   |                                  |   |                             |                             |                             |  |  |                          |                          |                          |
|  |                                            |                                   |                                   |                                  |   |                             |                             |                             |  |  |                          |                          |                          |
|  | 1                                          | Chéquia                           | 2                                 |                                  |   |                             |                             |                             |  |  |                          |                          |                          |
|  | 1                                          | Chéquia                           | 2                                 | Rouen, França – saibro (coberto) |   |                             |                             |                             |  |  |                          |                          |                          |
|  |                                            | Roménia                           | 3                                 |                                  |   |                             |                             |                             |  |  |                          |                          |                          |
|  |                                            | Roménia                           | 3                                 |                                  |   | Roménia                     | 2                           |                             |  |  |                          |                          |                          |
|  | Liège, Bélgica – duro (coberto)            |                                   |                                   |                                  |   | Roménia                     | 2                           |                             |  |  |                          |                          |                          |
|  |                                            |                                   | 4                                 | França                           | 3 |                             |                             |                             |  |  |                          |                          |                          |
|  | 4                                          | França                            | 4                                 | França                           | 3 | 3                           |                             |                             |  |  |                          |                          |                          |
|  | 4                                          | França                            |                                   |                                  |   | 3                           | Perth, Austrália – duro     |                             |  |  |                          |                          |                          |
|  |                                            | Bélgica                           | 1                                 |                                  |   |                             |                             |                             |  |  |                          |                          |                          |
|  |                                            | Bélgica                           | 1                                 |                                  | 4 | França                      | 3                           |                             |  |  |                          |                          |                          |
|  | Braunschweig, Alemanha – duro (coberto)    |                                   |                                   |                                  | 4 | França                      | 3                           |                             |  |  |                          |                          |                          |
|  |                                            |                                   |                                   | Austrália                        | 2 |                             |                             |                             |  |  |                          |                          |                          |
|  |                                            | Alemanha                          | 0                                 | Austrália                        | 2 |                             |                             |                             |  |  |                          |                          |                          |
|  |                                            | Alemanha                          | 0                                 | Brisbane, Austrália – duro       |   |                             |                             |                             |  |  |                          |                          |                          |
|  | 3                                          | Bielorrússia                      | 4                                 |                                  |   |                             |                             |                             |  |  |                          |                          |                          |
|  | 3                                          | Bielorrússia                      | 4                                 |                                  |   | 3                           | Bielorrússia                | 2                           |  |  |                          |                          |                          |
|  | Asheville, Estados Unidos – duro (coberto) |                                   |                                   |                                  |   | 3                           | Bielorrússia                | 2                           |  |  |                          |                          |                          |
|  |                                            |                                   |                                   | Austrália                        | 3 |                             |                             |                             |  |  |                          |                          |                          |
|  |                                            | Austrália                         | 3                                 | Austrália                        | 3 |                             |                             |                             |  |  |                          |                          |                          |
|  |                                            | Austrália                         | 3                                 |                                  |   |                             |                             |                             |  |  |                          |                          |                          |
|  | 2                                          | Estados Unidos                    | 2                                 |                                  |   |                             |                             |                             |  |  |                          |                          |                          |
|  | 2                                          | Estados Unidos                    | 2                                 |                                  |   |                             |                             |                             |  |  |                          |                          |                          |

## Grupo Mundial II
Segunda divisão da Fed Cup. As equipes vencedoras vão para a Repescagem do Grupo Mundial, enquanto que as perdedoras, para a Repescagem do Grupo Mundial II.
Datas: 9 e 10 de fevereiro.
| Cidade           | Piso             | Equipe mandante   | Equipe visitante | Resultado |
| ---------------- | ---------------- | ----------------- | ---------------- | --------- |
| Bienna           | duro (coberto)   | Suíça (1)         | Itália           | 3–1       |
| Riga             | duro (coberto)   | Letónia           | Eslováquia (3)   | 4–0       |
| Kitakyushu       | duro (coberto)   | Japão (4)         | Espanha          | 2–3       |
| 's-Hertogenbosch | saibro (coberto) | Países Baixos (2) | Canadá           | 0–4       |

## Repescagem do Grupo Mundial
As equipes perdedoras da primeira rodada do Grupo Mundial enfrentam as vencedoras do Grupo Mundial II por um lugar na primeira divisão do ano seguinte.
Datas: 20 e 21 de abril.
| Cidade      | Piso             | Equipe mandante    | Equipe visitante | Resultado |
| ----------- | ---------------- | ------------------ | ---------------- | --------- |
| Prostějov   | saibro (coberto) | Chéquia (1)        | Canadá           | 4–0       |
| San Antonio | duro (coberto)   | Estados Unidos (2) | Suíça            | 3–2       |
| Riga        | duro (coberto)   | Letónia            | Alemanha (3)     | 1–3       |
| Courtrai    | duro (coberto)   | Bélgica (4)        | Espanha          | 2–3       |

- Por causa da mudança de formato, em conjunto com o critério de ranking, os oito times estão classificados para o Qualificatório em 2020, com exceção da  Chéquia, que recebeu convite e entrará diretamente nas Finais.

## Repescagem do Grupo Mundial II
As equipes perdedoras do Grupo Mundial II enfrentam as vencedoras dos zonais do Grupo I - duas da Europa/África, uma da Ásia/Oceania e uma das Américas.
Datas: 20 e 21 de abril.
| Cidade     | Local            | Equipe mandante  | Equipe visitante  | Resultado |
| ---------- | ---------------- | ---------------- | ----------------- | --------- |
| Moscou     | saibro (coberto) | Rússia (1)       | Itália            | 4–0       |
| Osaka      | saibro (coberto) | Japão            | Países Baixos (2) | 4–0       |
| Londres    | duro (coberto)   | Grã-Bretanha (3) | Cazaquistão       | 3–1       |
| Bratislava | saibro (coberto) | Eslováquia (4)   | Brasil            | 3–1       |

- Por causa da mudança de formato, em conjunto com o critério de ranking, os oito times estão classificados para o Qualificatório em 2020, com exceção da  Itália, que foi rebaixada e jogará o Grupo I do Zonal Europa/África do ano seguinte.

## Zonal das Américas
Os jogos de cada grupo acontecem ao longo de uma semana em sede única, previamente definida.

### Grupo I
a) Round robin: todas contra todas em seus grupos (2);
b) Eliminatórias: primeira colocada contra primeira (a vencedora joga a Repescagem do Grupo Mundial II); segunda contra segunda (decisão do 3º e 4º lugar); penúltima de um grupo contra última de outro, e vice-versa (as perdedoras são rebaixadas para o grupo II do zonal).
Datas: 6 a 9 de fevereiro.
Repescagem de promoção
| Cidade   | Piso   | Equipe 1 | Equipe 2 | Resultado |
| -------- | ------ | -------- | -------- | --------- |
| Medellín | saibro | Paraguai | Brasil   | 0–2       |

- Brasil disputará a Repescagem do Grupo Mundial II.
- Equador e  Porto Rico foram rebaixadas e disputarão o Grupo II em 2020.

### Grupo II
a) Round robin: todas contra todas em seus grupos (4);
b) Eliminatórias: no evento A, primeiras colocadas contra primeiras (a vencedora é promovida para o grupo I do Zonal). Pode haver duelos entre grupos (segunda contra segunda, terceira contra terceira, e assim por diante) para definir classificação final do zonal. No evento B, todas contra todas; ao final, a primeira colocada sobe.
Datas: 17 a 20 de abril.
Repescagem de promoção
| Cidade                   | Piso   | Equipe 1        | Equipe 2        | Resultado       |
| ------------------------ | ------ | --------------- | --------------- | --------------- |
| Santo Domingo (Evento A) | saibro | não houve final | não houve final | não houve final |
| Lima (Evento B)          | duro   | Peru            | Bahamas         | 2–0             |

- Peru e  Venezuela foram promovidas e disputarão o Grupo I em 2020.

## Zonal da Ásia e Oceania
Os jogos de cada grupo acontecem ao longo de uma semana em sede única, previamente definida.

### Grupo I
a) Round robin: todas contra todas em seus grupos (2);
b) Eliminatórias: primeira colocada contra primeira (a vencedora joga a Repescagem do Grupo Mundial II) e segunda contra segunda (decisão do 3º e 4º lugar); e penúltima do grupo com mais equipes contra a última do grupo com menos – a perdedora, mais a última do grupo com mais equipes são rebaixadas para o grupo II do zonal.
Datas: 6 a 9 de fevereiro.
Repescagem de promoção
| Cidade | Piso           | Equipe 1 | Equipe 2    | Resultado |
| ------ | -------------- | -------- | ----------- | --------- |
| Astana | duro (coberto) | China    | Cazaquistão | 1–2       |

- Cazaquistão disputará a Repescagem do Grupo Mundial II.
- Oceania do Pacífico e  Tailândia foram rebaixadas e disputarão o Grupo II em 2020.

### Grupo II
a) Round robin: todas contra todas em seus grupos;
b) Eliminatórias: em cada local, as vencedoras são promovidas ao grupo II do zonal. Pode haver duelos entre grupos (segunda contra segunda, terceira contra terceira, e assim por diante) para definir classificação final do zonal.
Datas: 12 a 15 de junho (Evento A) e 19 e 23 de junho (Evento B).
Repescagem de promoção
| Cidade                  | Piso | Equipe 1      | Equipe 2  | Resultado |
| ----------------------- | ---- | ------------- | --------- | --------- |
| Dushanbe (Evento A)     | duro | Taipé Chinesa | Singapura | 2–0       |
| Kuala Lumpur (Evento B) | duro | Uzbequistão   | Hong Kong | 2–1       |

- Taipé Chinesa e  Uzbequistão foram promovidas e disputarão o Grupo I em 2020.

## Zonal da Europa e África
Os jogos de cada grupo acontecem ao longo de uma semana em sede única, previamente definida.

### Grupo I
a) Round robin: todas contra todas em seus grupos (4);
b) Eliminatórias: em cada local, primeiras colocadas contra primeiras (as vencedoras jogam a Repescagem do Grupo Mundial II), segundas contra segundas e terceiras contra terceiras, este apenas no evento B, com mais equipes (decisão do 3º ao 8º lugar) e e últimas contra últimas (as perdedoras são rebaixadas para o grupo II do zonal).
Datas: 6 a 9 de fevereiro.
Repescagem de promoção
| Cidade                  | Piso           | Equipe 1     | Equipe 2 | Resultado |
| ----------------------- | -------------- | ------------ | -------- | --------- |
| Zielona Góra (Evento A) | duro (coberto) | Rússia       | Suécia   | 2–0       |
| Bath (Evento B)         | duro (coberto) | Grã-Bretanha | Sérvia   | 2–0       |

- Grã-Bretanha e  Rússia disputarão a Repescagem do Grupo Mundial II.
- Dinamarca e  Geórgia foram rebaixadas e disputarão o Grupo II em 2020.
- Hungria, que será o país-sede, está automaticamente classificada para a Fed Cup Finals de 2020.

### Grupo II
a) Round robin: todas contra todas em seus grupos (2);
b) Eliminatórias: primeira de um grupo contra segunda de outro, e vice-versa (as vencedoras são promovidas para o grupo I do zonal); e penúltima do grupo com mais equipes contra a última do grupo com menos – a perdedora, mais a última do grupo com mais equipes são rebaixadas para o grupo III do zonal.
Datas: 6 a 9 de fevereiro.
Repescagem de promoção
| Cidade           | Piso | Equipe 1   | Equipe 2 | Resultado |
| ---------------- | ---- | ---------- | -------- | --------- |
| Esch-Sur-Alzette | duro | Áustria    | Israel   | 2–0       |
| Esch-Sur-Alzette | duro | Luxemburgo | Tunísia  | 2–0       |

- Áustria e  Luxemburgo foram promovidas e disputarão o Grupo I em 2020.
- África do Sul e  Bósnia e Herzegovina foram rebaixadas e disputarão o Grupo III em 2020.

### Grupo III
a) Round robin: todas contra todas em seus grupos (4);
b) Eliminatórias: em cada local, as vencedoras são promovidas ao grupo II do zonal. Um local contará com seis times, e outro, cinco.
Datas: 15 a 20 de abril.
Repescagem de promoção
| Cidade               | Piso           | Equipe 1  | Equipe 2 | Resultado |
| -------------------- | -------------- | --------- | -------- | --------- |
| Helsinque (Evento A) | duro (coberto) | Finlândia | Chipre   | 2–0       |
| Ulcinj (Evento B)    | saibro         | Noruega   | Egito    | 1–2       |

- Egito e  Finlândia foram promovidas e disputarão o Grupo II em 2020.